# Barbara Krauseová
Barbara Krauseová, nepřechýleně Barbara Krause, (* 7. července 1959 Berlín) je bývalá východoněmecká plavkyně.
Na olympijských hrách 1980 v Moskvě získala tři zlaté medaile. Je též dvojnásobnou mistryní světa.